# 9K32 Strela-2
9K32 Strela-2 (rusă Cтрела, "săgeată"; Cod NATO SA-7 Grail)  este un sistem ușor, pentru umeri, cu rachete de suprafață (sau MANPAD). Este proiectat să vizeze aeronavele la altitudini joase, cu ghidaj pasiv în infraroșu și să le distrugă cu un focos foarte mare și foarte exploziv.
Comparativ pe scară largă în performanță cu FIM-43 Redeye al Armata Statelor Unite ale Americii, Strela-2 a fost primul SAM portabil sovietic pentru om - a intrat în utilizare în 1961, iar producția pe scară largă a început în 1970.
Strela-2 a fost un element fundamental al Războiului Rece și a fost produs în număr mare pentru Uniunea Sovietică și aliații lor, precum și mișcări revoluționare. Deși a fost înlocuit cu sisteme mai moderne, Strela și variantele sale rămân în funcțiune în multe țări și au cunoscut o utilizare pe scară largă în aproape fiecare conflict regional din 1972.

## Legături externe
- SA-7 Grail 9K32 Strela-2 Technical data sheet – specifications – pictures
- Training of Czech Air defence units – video